# Llista de topònims de Vallirana
Llista de topònims (noms propis de lloc) del municipi de Vallirana, al Baix Llobregat
Informació actualitzada per un bot. Els canvis manuals es perdran quan s'actualitzi!

## aqüeducte
| imatge | Nom                                 | Ubicat a  | instància de   | Detalls          | coordenades                                                                                                 | Protecció | Commons (més fotos) | Dades a WD                    |
| ------ | ----------------------------------- | --------- | -------------- | ---------------- | --- | --------- | ------------------- | ----------------------------- |
|        | Aqüeducte del mas Nou del Lledoner  | Vallirana | aqüeducte pont | Estat: bon estat | 41° 23′ 24″ N, 1° 54′ 16″ E / 41.39006°N,1.90458°E ca:Pla del Lledoner - El Lledoner 363 msnm               |           |                     | Modifica les dades a Wikidata |
|        | Aqüeducte dels horts de can Bogunyà | Vallirana | aqüeducte pont | Estat: malmès    | 41° 22′ 11″ N, 1° 55′ 56″ E / 41.36975°N,1.93233°E ca:Horts de can Bogunyà - Torrent de Campderrós 186 msnm |           |                     | Modifica les dades a Wikidata |

## arbre singular
| imatge | Nom                                        | Ubicat a  | instància de   | Detalls                       | coordenades                                                                | Protecció | Commons (més fotos) | Dades a WD                    |
| ------ | ------------------------------------------ | --------- | -------------- | ----------------------------- | -------------------------------------------------------------------------- | --------- | ------------------- | ----------------------------- |
|        | figuera del Mas Vell del Lledoner          | Vallirana | arbre singular | Taxon: figuera (Ficus carica) | 41° 23′ 28″ N, 1° 54′ 18″ E / 41.391202°N,1.904933°E                       |           |                     | Modifica les dades a Wikidata |
|        | lledoners de la Masia - Molí de Can Batlle | Vallirana | arbre singular |                               | 41° 23′ 02″ N, 1° 55′ 57″ E / 41.38379°N,1.93249°E ca:Carrer del Molí, 2-4 |           |                     | Modifica les dades a Wikidata |
|        | roure de la Barquera                       | Vallirana | arbre singular |                               | 41° 22′ 53″ N, 1° 55′ 41″ E / 41.38144°N,1.9281°E ca:Ronda de la Barquera  |           |                     | Modifica les dades a Wikidata |

## avenc
| imatge | Nom                                            | Ubicat a  | instància de | Detalls | coordenades                                                                                                | Protecció | Commons (més fotos) | Dades a WD                    |
| ------ | ---------------------------------------------- | --------- | ------------ | ------- | --- | --------- | ------------------- | ----------------------------- |
|        | Avenc Tapat                                    | Vallirana | avenc        |         | 41° 23′ 13″ N, 1° 52′ 40″ E / 41.387°N,1.87791°E ca:Carrer del riu Fresser - Urbanització del Lledoner     |           |                     | Modifica les dades a Wikidata |
|        | Avencó Innominat                               | Vallirana | avenc        |         | 41° 22′ 54″ N, 1° 52′ 17″ E / 41.38165°N,1.87134°E ca:Fondo de la Verdor                                   |           |                     | Modifica les dades a Wikidata |
|        | avenc de la Pinatella                          | Vallirana | avenc        |         | 41° 22′ 57″ N, 1° 54′ 13″ E / 41.38263°N,1.90351°E ca:Pla de la Pinatella                                  |           |                     | Modifica les dades a Wikidata |
|        | avenc del Fang                                 | Vallirana | avenc        |         | 41° 23′ 04″ N, 1° 52′ 17″ E / 41.38444°N,1.87133°E ca:Carrer del riu Flamisell - Urbanització del Lledoner |           |                     | Modifica les dades a Wikidata |
|        | avenc dels Esquirols - Avenc de la Sal de Llop | Vallirana | avenc        |         | 41° 22′ 57″ N, 1° 52′ 17″ E / 41.38244°N,1.87133°E ca:Carrer del riu Flamisell - Urbanització del Lledoner |           |                     | Modifica les dades a Wikidata |
|        | avenc dels Topògrafs                           | Vallirana | avenc        |         | 41° 22′ 54″ N, 1° 52′ 51″ E / 41.3815839526428°N,1.88095851060897°E                                        |           |                     | Modifica les dades a Wikidata |
|        | avencó de la Verdor                            | Vallirana | avenc        |         | 41° 22′ 52″ N, 1° 52′ 19″ E / 41.38104°N,1.87187°E ca:Fondo de la Verdor                                   |           |                     | Modifica les dades a Wikidata |

## barraca de vinya
| imatge | Nom                        | Ubicat a  | instància de     | Detalls                     | coordenades | Protecció | Commons (més fotos) | Dades a WD                    |
| ------ | -------------------------- | --------- | ---------------- | --------------------------- | --- | --------- | ------------------- | ----------------------------- |
|        | Barraca Codi 10136 - Bv167 | Vallirana | barraca de vinya |                             | 41° 22′ 43″ N, 1° 56′ 18″ E / 41.3786°N,1.93842°E ca:Torrent de Campderrós - Urbanització Selva Negra Catalana               |           |                     | Modifica les dades a Wikidata |
|        | Barraca Codi 10470 - Bv197 | Vallirana | barraca de vinya |                             | 41° 22′ 42″ N, 1° 56′ 39″ E / 41.37824°N,1.94406°E ca:Turó d'en Tres - Urbanització Selva Negra Catalana                     |           |                     | Modifica les dades a Wikidata |
|        | Barraca Codi 10471 - Bv198 | Vallirana | barraca de vinya |                             | 41° 22′ 41″ N, 1° 56′ 47″ E / 41.37804°N,1.94637°E ca:Turó d'en Tres - Urbanització Selva Negra Catalana                     |           |                     | Modifica les dades a Wikidata |
|        | Barraca Codi 10472 - Bv199 | Vallirana | barraca de vinya |                             | 41° 22′ 45″ N, 1° 56′ 49″ E / 41.37921°N,1.94694°E ca:Turó d'en Tres - Urbanització Selva Negra Catalana                     |           |                     | Modifica les dades a Wikidata |
|        | Barraca Codi 10473 - Bv200 | Vallirana | barraca de vinya |                             | 41° 22′ 46″ N, 1° 56′ 49″ E / 41.37952°N,1.94708°E ca:Turó d'en Tres - Urbanització Selva Negra Catalana                     |           |                     | Modifica les dades a Wikidata |
|        | Barraca Codi 10474 - Bv201 | Vallirana | barraca de vinya |                             | 41° 22′ 50″ N, 1° 56′ 51″ E / 41.38063°N,1.94761°E ca:Turó d'en Tres - Can Tres                                              |           |                     | Modifica les dades a Wikidata |
|        | Barraca Codi 10483 - Bv203 | Vallirana | barraca de vinya |                             | 41° 22′ 35″ N, 1° 56′ 32″ E / 41.37638°N,1.94227°E ca:Carrer del Lledoner - Urbanització Selva Negra Catalana                |           |                     | Modifica les dades a Wikidata |
|        | Barraca Codi 10484 - Bv204 | Vallirana | barraca de vinya |                             | 41° 22′ 47″ N, 1° 56′ 52″ E / 41.37966°N,1.94781°E ca:Turó d'en Tres - Can Tres                                              |           |                     | Modifica les dades a Wikidata |
|        | Barraca Codi 10529 - Bv205 | Vallirana | barraca de vinya |                             | 41° 22′ 44″ N, 1° 56′ 46″ E / 41.37887°N,1.94612°E ca:Turó d'en Tres - Urbanització Selva Negra Catalana                     |           |                     | Modifica les dades a Wikidata |
|        | Barraca Codi 10961 - Bv214 | Vallirana | barraca de vinya |                             | 41° 22′ 42″ N, 1° 56′ 48″ E / 41.37834°N,1.94678°E ca:Turó d'en Tres - Urbanització Selva Negra Catalana                     |           |                     | Modifica les dades a Wikidata |
|        | Barraca Codi 10962 - Bv215 | Vallirana | barraca de vinya |                             | 41° 23′ 03″ N, 1° 56′ 35″ E / 41.38414°N,1.94315°E ca:Bosc de cal Marotes - La Llibra                                        |           |                     | Modifica les dades a Wikidata |
|        | Barraca Codi 11036 - Bv216 | Vallirana | barraca de vinya |                             | 41° 22′ 46″ N, 1° 56′ 44″ E / 41.37956°N,1.9456°E ca:Turó d'en Tres - Els Pinars                                             |           |                     | Modifica les dades a Wikidata |
|        | Barraca Codi 11037 - Bv217 | Vallirana | barraca de vinya |                             | 41° 22′ 49″ N, 1° 56′ 46″ E / 41.3804°N,1.9461°E ca:Turó d'en Tres - Els Pinars                                              |           |                     | Modifica les dades a Wikidata |
|        | Barraca Codi 12082 - Bv241 | Vallirana | barraca de vinya |                             | 41° 22′ 51″ N, 1° 55′ 27″ E / 41.38073°N,1.92422°E ca:Camp dels Escolans - Can Rovira                                        |           |                     | Modifica les dades a Wikidata |
|        | Barraca Codi 9739 - Bv118  | Vallirana | barraca de vinya |                             | 41° 23′ 01″ N, 1° 56′ 48″ E / 41.3837°N,1.94678°E ca:El Corral - La Llibra Casanova                                          |           |                     | Modifica les dades a Wikidata |
|        | Barraca Codi 9740 - Bv117  | Vallirana | barraca de vinya |                             | 41° 23′ 00″ N, 1° 56′ 47″ E / 41.3832°N,1.9464°E ca:El Corral - La Llibra Casanova                                           |           |                     | Modifica les dades a Wikidata |
|        | Barraca Codi 9782 - Bv119  | Vallirana | barraca de vinya |                             | 41° 23′ 06″ N, 1° 56′ 48″ E / 41.38509°N,1.94679°E ca:El Corral - La Llibra Casanova                                         |           |                     | Modifica les dades a Wikidata |
|        | Barraca Codi 9912 - Bv140  | Vallirana | barraca de vinya |                             | 41° 22′ 41″ N, 1° 56′ 20″ E / 41.37819°N,1.93877°E ca:Can Campderrós - Urb. Selva Negra Catalana - Urb. Els Pinars           |           |                     | Modifica les dades a Wikidata |
|        | Barraca Codi 9913 - Bv141  | Vallirana | barraca de vinya |                             | 41° 22′ 36″ N, 1° 56′ 20″ E / 41.37674°N,1.93878°E ca:Urbanització Selva Negra Catalana                                      |           |                     | Modifica les dades a Wikidata |
|        | Barraca codi 10277 - BV180 | Vallirana | barraca de vinya |                             | 41° 23′ 34″ N, 1° 56′ 02″ E / 41.39279°N,1.93389°E ca:Carrer de la Rocosa - Urbanització Vall del Sol                        |           |                     | Modifica les dades a Wikidata |
|        | Barraca codi 10293 - BV182 | Vallirana | barraca de vinya |                             | 41° 23′ 39″ N, 1° 56′ 07″ E / 41.39407°N,1.93535°E ca:Torrent de cal Xelín - Can Rovira                                      |           |                     | Modifica les dades a Wikidata |
|        | Barraca codi 10323 - BV183 | Vallirana | barraca de vinya |                             | 41° 23′ 33″ N, 1° 55′ 59″ E / 41.39261°N,1.93317°E ca:Carrer de la Rocosa, 14 - Urbanització Vall del Sol                    |           |                     | Modifica les dades a Wikidata |
|        | Barraca codi 10760 - BV206 | Vallirana | barraca de vinya | Estil: arquitectura popular | 41° 22′ 49″ N, 1° 54′ 02″ E / 41.38026°N,1.90055°E ca:Pla de la Pinetella - El Lledoner                                      |           |                     | Modifica les dades a Wikidata |
|        | Barraca codi 12081 - BV240 | Vallirana | barraca de vinya |                             | 41° 23′ 31″ N, 1° 55′ 59″ E / 41.39188°N,1.93316°E ca:Carrer del Montseny - Urbanització Vall del Sol                        |           |                     | Modifica les dades a Wikidata |
|        | Barraca codi 12403 - BV244 | Vallirana | barraca de vinya |                             | 41° 23′ 28″ N, 1° 56′ 36″ E / 41.39112°N,1.94328°E ca:Vall del Sol - La Llibra                                               |           |                     | Modifica les dades a Wikidata |
|        | Barraca codi 6091 - BV053  | Vallirana | barraca de vinya |                             | 41° 23′ 51″ N, 1° 56′ 03″ E / 41.3974°N,1.93413°E ca:El Corral - Can Rovira                                                  |           |                     | Modifica les dades a Wikidata |
|        | Barraca codi 6092 - BV054  | Vallirana | barraca de vinya |                             | 41° 23′ 52″ N, 1° 56′ 00″ E / 41.39774°N,1.93341°E ca:El Corral - Can Rovira                                                 |           |                     | Modifica les dades a Wikidata |
|        | Barraca codi 8481 - BV042  | Vallirana | barraca de vinya |                             | 41° 23′ 46″ N, 1° 56′ 04″ E / 41.39598°N,1.93437°E ca:El Corral - Can Rovira                                                 |           |                     | Modifica les dades a Wikidata |
|        | Barraca codi 8482 - BV043  | Vallirana | barraca de vinya | Estil: arquitectura popular | 41° 23′ 52″ N, 1° 56′ 04″ E / 41.39785°N,1.93446°E ca:El Corral - Can Rovira                                                 |           |                     | Modifica les dades a Wikidata |
|        | Barraca codi 8557 - BV055  | Vallirana | barraca de vinya |                             | 41° 23′ 48″ N, 1° 56′ 03″ E / 41.39671°N,1.93407°E ca:El Corral - Can Rovira                                                 |           |                     | Modifica les dades a Wikidata |
|        | Barraca codi 8815 - BV074  | Vallirana | barraca de vinya |                             | 41° 23′ 40″ N, 1° 56′ 03″ E / 41.39441°N,1.93422°E ca:El Corral - Can Rovira                                                 |           |                     | Modifica les dades a Wikidata |
|        | Barraca codi 8816 - BV075  | Vallirana | barraca de vinya |                             | 41° 23′ 43″ N, 1° 56′ 10″ E / 41.39527°N,1.93599°E ca:El Corral - Can Rovira                                                 |           |                     | Modifica les dades a Wikidata |
|        | Barraca codi 9725 - BV112  | Vallirana | barraca de vinya |                             | 41° 23′ 43″ N, 1° 56′ 06″ E / 41.39535°N,1.9349°E ca:El Corral - Can Rovira                                                  |           |                     | Modifica les dades a Wikidata |
|        | Barraca codi 9726 - BV113  | Vallirana | barraca de vinya |                             | 41° 23′ 44″ N, 1° 56′ 06″ E / 41.39566°N,1.93501°E ca:El Corral - Can Rovira                                                 |           |                     | Modifica les dades a Wikidata |
|        | barraca de Cal Valderús    | Vallirana | barraca de vinya | Estil: arquitectura popular | 41° 23′ 02″ N, 1° 55′ 35″ E / 41.384°N,1.92634°E ca:Carrer de Murillo - Can Rovira                                           |           |                     | Modifica les dades a Wikidata |
|        | barraca de Cal Xevit       | Vallirana | barraca de vinya |                             | 41° 23′ 19″ N, 1° 53′ 57″ E / 41.38867°N,1.89911°E ca:Pla del Lledoner - El Lledoner                                         |           |                     | Modifica les dades a Wikidata |
|        | barraca de cal Capeta      | Vallirana | barraca de vinya |                             | 41° 23′ 42″ N, 1° 56′ 02″ E / 41.39512°N,1.93391°E ca:El Corral - Can Rovira                                                 |           |                     | Modifica les dades a Wikidata |
|        | barraca de cal Ferran 1    | Vallirana | barraca de vinya | Estil: arquitectura popular | 41° 23′ 18″ N, 1° 54′ 12″ E / 41.38835°N,1.90342°E ca:Pla del Lledoner - El Lledoner                                         |           |                     | Modifica les dades a Wikidata |
|        | barraca de cal Jan 1       | Vallirana | barraca de vinya |                             | 41° 23′ 12″ N, 1° 54′ 02″ E / 41.38659°N,1.90049°E ca:Pla del Lledoner - El Lledoner                                         |           |                     | Modifica les dades a Wikidata |
|        | barraca de cal Jan 2       | Vallirana | barraca de vinya | 1892                        | 41° 23′ 15″ N, 1° 53′ 57″ E / 41.38744°N,1.89916°E ca:Pla del Lledoner - El Lledoner                                         |           |                     | Modifica les dades a Wikidata |
|        | barraca de cal Quirze      | Vallirana | barraca de vinya |                             | 41° 23′ 35″ N, 1° 56′ 08″ E / 41.39303°N,1.93557°E ca:Carrer del Montseny - Carrer de l'Esquirol - Urbanització Vall del Sol |           |                     | Modifica les dades a Wikidata |
|        | barraca de cal Xelín       | Vallirana | barraca de vinya |                             | 41° 23′ 25″ N, 1° 56′ 10″ E / 41.39033°N,1.93619°E ca:Carrer de cal Xelín - Torrent de les Llimes                            |           |                     | Modifica les dades a Wikidata |

## bassa
| imatge | Nom                 | Ubicat a  | instància de | Detalls | coordenades                                                                                | Protecció | Commons (més fotos) | Dades a WD                    |
| ------ | ------------------- | --------- | ------------ | ------- | ------------------------------------------------------------------------------------------ | --------- | ------------------- | ----------------------------- |
|        | Bassa BS002         | Vallirana | bassa        |         | 41° 23′ 47″ N, 1° 56′ 05″ E / 41.39644°N,1.9347°E ca:El Corral - Can Rovira                |           |                     | Modifica les dades a Wikidata |
|        | Bassa de Can Batlle | Vallirana | bassa        |         | 41° 23′ 01″ N, 1° 55′ 57″ E / 41.38362°N,1.93242°E ca:Plaça de la Masia - Parc de la Bassa |           |                     | Modifica les dades a Wikidata |

## carrer
| imatge | Nom                | Ubicat a  | instància de | Detalls      | coordenades                                                                                               | Protecció | Commons (més fotos) | Dades a WD                    |
| ------ | ------------------ | --------- | ------------ | ------------ | --- | --------- | ------------------- | ----------------------------- |
|        | carrer Major       | Vallirana | carrer       |              | 41° 23′ 21″ N, 1° 56′ 35″ E / 41.389151°N,1.942981°E 41° 22′ 50″ N, 1° 55′ 14″ E / 41.380596°N,1.920593°E |           |                     | Modifica les dades a Wikidata |
|        | carrer de la Riera | Vallirana | carrer       | 18th century | 41° 23′ 19″ N, 1° 56′ 03″ E / 41.38874°N,1.93419°E ca:Carrer de la Riera                                  |           |                     | Modifica les dades a Wikidata |

## casa
| imatge | Nom                                 | Ubicat a  | instància de | Detalls                                                     | coordenades                                                                                               | Protecció                                  | Commons (més fotos) | Dades a WD                    |
| ------ | ----------------------------------- | --------- | ------------ | ----------------------------------------------------------- | --- | ------------------------------------------ | ------------------- | ----------------------------- |
|        | Ca la Neus                          | Vallirana | casa         | 20th century                                                | 41° 23′ 21″ N, 1° 56′ 00″ E / 41.38922°N,1.93338°E ca:Carrer Major, 288                                   |                                            |                     | Modifica les dades a Wikidata |
|        | Ca n'Armengol - Ca la Molinera      | Vallirana | casa         |                                                             | 41° 23′ 22″ N, 1° 56′ 09″ E / 41.38958°N,1.93595°E ca:Carrer Major, 199-201                               |                                            |                     | Modifica les dades a Wikidata |
|        | Cal Bofi                            | Vallirana | casa         | 1850                                                        | 41° 23′ 24″ N, 1° 56′ 09″ E / 41.38989°N,1.93578°E ca:Carrer Major, 212                                   |                                            |                     | Modifica les dades a Wikidata |
|        | Cal Geroni                          | Vallirana | casa         |                                                             | 41° 23′ 19″ N, 1° 56′ 04″ E / 41.3886°N,1.93437°E ca:Carrer de la Riera, 18                               |                                            |                     | Modifica les dades a Wikidata |
|        | Cal Pelayo                          | Vallirana | casa         |                                                             | 41° 23′ 23″ N, 1° 56′ 08″ E / 41.38979°N,1.93562°E ca:Carrer Major, 218                                   |                                            |                     | Modifica les dades a Wikidata |
|        | Cal Pi - Cal Patusca                | Vallirana | casa         | 20th century                                                | 41° 22′ 57″ N, 1° 55′ 47″ E / 41.38253°N,1.92984°E ca:Carrer de Sant Mateu, 18                            |                                            |                     | Modifica les dades a Wikidata |
|        | Cal Xalet                           | Vallirana | casa         |                                                             | 41° 23′ 20″ N, 1° 56′ 01″ E / 41.38892°N,1.93348°E ca:Carrer Major, 259-261                               |                                            |                     | Modifica les dades a Wikidata |
|        | Casa del Metge                      | Vallirana | casa         | Estil: noucentisme                                          | 41° 23′ 05″ N, 1° 55′ 53″ E / 41.384683°N,1.931332°E                                                      | bé integrant del patrimoni cultural català |                     | Modifica les dades a Wikidata |
|        | casa Mestres                        | Vallirana | casa         | Estil: modernisme català                                    | 41° 23′ 25″ N, 1° 56′ 13″ E / 41.39016°N,1.936997°E ca:Major, 178                                         | bé integrant del patrimoni cultural català |                     | Modifica les dades a Wikidata |
|        | casa del carrer Major, 227          | Vallirana | casa         | 1942                                                        | 41° 23′ 22″ N, 1° 56′ 06″ E / 41.38935°N,1.93512°E ca:Carrer Major, 227                                   |                                            |                     | Modifica les dades a Wikidata |
|        | casa del carrer Major, 292-294      | Vallirana | casa         |                                                             | 41° 23′ 21″ N, 1° 56′ 00″ E / 41.38914°N,1.93323°E ca:Carrer Major, 292-294                               |                                            |                     | Modifica les dades a Wikidata |
|        | casa del carrer Major, 47           | Vallirana | casa         | 20th century                                                | 41° 23′ 20″ N, 1° 56′ 37″ E / 41.38891°N,1.94367°E ca:Carrer Major, 47                                    |                                            |                     | Modifica les dades a Wikidata |
|        | casa del carrer de l'Orotava, 13    | Vallirana | casa         | 20th century                                                | 41° 23′ 26″ N, 1° 55′ 51″ E / 41.39047°N,1.93071°E ca:Carrer de l'Orotava, 13 - Urbanització Vall del Sol |                                            |                     | Modifica les dades a Wikidata |
|        | habitatge al carrer Major, 166      | Vallirana | casa         | Estil: arquitectura popular Estat: enderrocat o destruït    | 41° 23′ 25″ N, 1° 56′ 15″ E / 41.390197°N,1.937426°E                                                      | bé integrant del patrimoni cultural català |                     | Modifica les dades a Wikidata |
|        | habitatge al carrer Major, 167      | Vallirana | casa         | Estil: arquitectura eclèctica Estat: enderrocat o destruït  | 41° 23′ 24″ N, 1° 56′ 14″ E / 41.389935°N,1.937123°E                                                      | bé integrant del patrimoni cultural català |                     | Modifica les dades a Wikidata |
|        | habitatge al carrer Major, 168      | Vallirana | casa         | Estil: arquitectura popular Estat: enderrocat o destruït    | 41° 23′ 25″ N, 1° 56′ 14″ E / 41.390226°N,1.937339°E                                                      | bé integrant del patrimoni cultural català |                     | Modifica les dades a Wikidata |
|        | habitatge al carrer Major, 297      | Vallirana | casa         | Estil: arquitectura eclèctica                               | 41° 23′ 19″ N, 1° 55′ 57″ E / 41.388663°N,1.932423°E                                                      | bé integrant del patrimoni cultural català |                     | Modifica les dades a Wikidata |
|        | habitatge al carrer Major, 311      | Vallirana | casa         | Estil: noucentisme                                          | 41° 23′ 18″ N, 1° 55′ 55″ E / 41.388413°N,1.932025°E                                                      | bé integrant del patrimoni cultural català |                     | Modifica les dades a Wikidata |
|        | habitatge al carrer Major, 313      | Vallirana | casa         | Estil: arquitectura modernista                              | 41° 23′ 18″ N, 1° 55′ 55″ E / 41.388388°N,1.931967°E ca:Carrer Major, 313                                 | bé integrant del patrimoni cultural català |                     | Modifica les dades a Wikidata |
|        | habitatge al carrer Major, 349      | Vallirana | casa         | Estil: arquitectura modernista                              | 41° 23′ 15″ N, 1° 55′ 55″ E / 41.387511°N,1.931882°E ca:Carrer Major, 349                                 | bé integrant del patrimoni cultural català |                     | Modifica les dades a Wikidata |
|        | habitatge al carrer Major, 367      | Vallirana | casa         | Estat: enderrocat o destruït                                | 41° 23′ 14″ N, 1° 55′ 55″ E / 41.387099°N,1.931899°E                                                      | bé integrant del patrimoni cultural català |                     | Modifica les dades a Wikidata |
|        | habitatge al carrer Major, 400      | Vallirana | casa         | Estil: arquitectura eclèctica Estat: enderrocat o destruït  | 41° 23′ 14″ N, 1° 55′ 54″ E / 41.387234°N,1.93162°E                                                       | bé integrant del patrimoni cultural català |                     | Modifica les dades a Wikidata |
|        | habitatge al carrer Major, 492      | Vallirana | casa         | Estil: arquitectura modernista noucentisme                  | 41° 23′ 05″ N, 1° 55′ 53″ E / 41.384797°N,1.93151°E ca:Carrer Major, 492                                  | bé integrant del patrimoni cultural català |                     | Modifica les dades a Wikidata |
|        | habitatge al carrer Major, 558      | Vallirana | casa         | Estil: arquitectura modernista Estat: enderrocat o destruït | 41° 23′ 02″ N, 1° 55′ 48″ E / 41.383904°N,1.92995°E ca:Carrer Major, 558                                  | bé integrant del patrimoni cultural català |                     | Modifica les dades a Wikidata |
|        | habitatge al carrer Sant Mateu, 3   | Vallirana | casa         | Estil: noucentisme 20th century                             | 41° 22′ 59″ N, 1° 55′ 47″ E / 41.383108°N,1.929719°E ca:Carrer de Sant Mateu, 3                           | bé integrant del patrimoni cultural català |                     | Modifica les dades a Wikidata |
|        | habitatges al carrer Major, 355-357 | Vallirana | casa         | Estil: arquitectura eclèctica                               | 41° 23′ 15″ N, 1° 55′ 55″ E / 41.387384°N,1.931885°E                                                      | bé integrant del patrimoni cultural català |                     | Modifica les dades a Wikidata |

## conjunt d'edificis
| imatge | Nom                                         | Ubicat a  | instància de       | Detalls      | coordenades                                                                                  | Protecció | Commons (més fotos) | Dades a WD                    |
| ------ | ------------------------------------------- | --------- | ------------------ | ------------ | -------------------------------------------------------------------------------------------- | --------- | ------------------- | ----------------------------- |
|        | Torres del carrer de la Verge de Montserrat | Vallirana | conjunt d'edificis | 20th century | 41° 23′ 23″ N, 1° 55′ 52″ E / 41.38974°N,1.93119°E ca:Carrer de la Verge de Montserrat, 6-20 |           |                     | Modifica les dades a Wikidata |
|        | conjunt del carrer Major, 219-221           | Vallirana | conjunt d'edificis | 20th century | 41° 23′ 22″ N, 1° 56′ 07″ E / 41.3894°N,1.93527°E ca:Carrer Major, 219-221                   |           |                     | Modifica les dades a Wikidata |

## cova
| imatge | Nom                               | Ubicat a  | instància de              | Detalls | coordenades                                                                            | Protecció                                  | Commons (més fotos) | Dades a WD                    |
| ------ | --------------------------------- | --------- | ------------------------- | ------- | -------------------------------------------------------------------------------------- | ------------------------------------------ | ------------------- | ----------------------------- |
|        | Cova Bonica                       | Vallirana | cova jaciment arqueològic |         | 41° 22′ 11″ N, 1° 53′ 39″ E / 41.369783°N,1.894029°E ca:Sector de Les Bassioles        | bé integrant del patrimoni cultural català | Cova Bonica         | Modifica les dades a Wikidata |
|        | Coveta nº 1 de la serra del Cúpol | Vallirana | cova                      |         | 41° 22′ 49″ N, 1° 53′ 21″ E / 41.38027°N,1.88904°E ca:Puig de l'Osca - Serra del Cúpol |                                            |                     | Modifica les dades a Wikidata |
|        | Coveta nº 2 de la serra del Cúpol | Vallirana | cova                      |         | 41° 22′ 49″ N, 1° 53′ 20″ E / 41.3802°N,1.88879°E ca:Puig de l'Osca - Serra del Cúpol  |                                            |                     | Modifica les dades a Wikidata |
|        | Forat del Fum                     | Vallirana | cova                      |         | 41° 22′ 16″ N, 1° 53′ 40″ E / 41.37101°N,1.89441°E ca:Pla del Pèlag - Les Bassioles    |                                            |                     | Modifica les dades a Wikidata |
|        | cova de Puig Bernat               | Vallirana | cova                      |         | 41° 22′ 39″ N, 1° 53′ 55″ E / 41.37755°N,1.89849°E ca:Puig Bernat - Fondo de l'Osca    |                                            |                     | Modifica les dades a Wikidata |
|        | cova del Fondo del Pèlag          | Vallirana | cova                      |         | 41° 22′ 16″ N, 1° 53′ 41″ E / 41.37102°N,1.89463°E ca:Pla del Pèlag - La Pinatella     |                                            |                     | Modifica les dades a Wikidata |

## edifici
| imatge | Nom                             | Ubicat a  | instància de       | Detalls                          | coordenades | Protecció                                  | Commons (més fotos) | Dades a WD                    |
| ------ | ------------------------------- | --------- | ------------------ | -------------------------------- | --- | ------------------------------------------ | ------------------- | ----------------------------- |
|        | Casino Valliranenc - el Local   | Vallirana | edifici            | 20th century                     | 41° 23′ 03″ N, 1° 55′ 53″ E / 41.38404°N,1.93129°E ca:Carrer de Pau Casals, 1                                                  |                                            |                     | Modifica les dades a Wikidata |
|        | Masia del Lledoner de Dalt      | Vallirana | edifici masia      |                                  | 41° 23′ 23″ N, 1° 54′ 03″ E / 41.38981807855°N,1.90072016662114°E                                                              |                                            |                     | Modifica les dades a Wikidata |
|        | Patronat Parroquial             | Vallirana | edifici            | 20th century                     | 41° 22′ 59″ N, 1° 55′ 48″ E / 41.38301°N,1.92987°E ca:Carrer de Sant Mateu, 5-7                                                |                                            |                     | Modifica les dades a Wikidata |
|        | Restaurant Selva Negra Catalana | Vallirana | edifici restaurant | Estil: arquitectura popular 1966 | 41° 22′ 37″ N, 1° 56′ 05″ E / 41.377014°N,1.934812°E ca:Avinguda dels Països Catalans, 167 - Urbanització Selva Negra Catalana | bé integrant del patrimoni cultural català |                     | Modifica les dades a Wikidata |
|        | Torre del mas Nou del Lledoner  | Vallirana | edifici            |                                  | 41° 23′ 23″ N, 1° 54′ 18″ E / 41.38977°N,1.90487°E ca:Pla del Lledoner - El Lledoner                                           |                                            |                     | Modifica les dades a Wikidata |
|        | l'Ebanisteria                   | Vallirana | edifici            | 20th century                     | 41° 23′ 22″ N, 1° 55′ 56″ E / 41.38949°N,1.93235°E ca:Carrer de Sant Sebastià, 13                                              |                                            |                     | Modifica les dades a Wikidata |
|        | la Pahissa                      | Vallirana | edifici            |                                  | 41° 23′ 06″ N, 1° 55′ 53″ E / 41.38491°N,1.93149°E                                                                             |                                            |                     | Modifica les dades a Wikidata |

## element arquitectònic
| imatge | Nom                     | Ubicat a  | instància de          | Detalls                                  | coordenades | Protecció | Commons (més fotos) | Dades a WD                    |
| ------ | ----------------------- | --------- | --------------------- | ---------------------------------------- | --- | --------- | ------------------- | ----------------------------- |
|        | Cisterna CS026          | Vallirana | element arquitectònic |                                          | 41° 23′ 16″ N, 1° 53′ 59″ E / 41.38787°N,1.89984°E ca:Pla del Lledoner - El Lledoner                            |           |                     | Modifica les dades a Wikidata |
|        | Cisterna CS028          | Vallirana | element arquitectònic |                                          | 41° 23′ 19″ N, 1° 54′ 07″ E / 41.38857°N,1.902°E ca:Pla del Lledoner - El Lledoner                              |           |                     | Modifica les dades a Wikidata |
|        | Cisterna CS046          | Vallirana | element arquitectònic |                                          | 41° 23′ 19″ N, 1° 53′ 59″ E / 41.38852°N,1.89984°E ca:Pla del Lledoner - El Lledoner                            |           |                     | Modifica les dades a Wikidata |
|        | Cisterna Cs029          | Vallirana | element arquitectònic | Estil: arquitectura popular              | 41° 23′ 23″ N, 1° 54′ 08″ E / 41.38962°N,1.90229°E ca:Pla del Lledoner - El Lledoner                            |           |                     | Modifica les dades a Wikidata |
|        | Cisterna Cs030          | Vallirana | element arquitectònic | Estil: arquitectura popular              | 41° 23′ 20″ N, 1° 53′ 58″ E / 41.38896°N,1.89936°E ca:Pla del Lledoner - El Lledoner                            |           |                     | Modifica les dades a Wikidata |
|        | Cisterna Cs040          | Vallirana | element arquitectònic | Estil: arquitectura popular              | 41° 22′ 47″ N, 1° 56′ 51″ E / 41.37963°N,1.94756°E ca:Turó d'en Tres - Urbanització Selva Negra Catalana        |           |                     | Modifica les dades a Wikidata |
|        | Cisterna Cs045          | Vallirana | element arquitectònic |                                          | 41° 23′ 16″ N, 1° 53′ 52″ E / 41.38775°N,1.89776°E ca:Pla del Lledoner - Pla de la Jeia                         |           |                     | Modifica les dades a Wikidata |
|        | Claper Cl006            | Vallirana | element arquitectònic | Estil: arquitectura popular              | 41° 23′ 24″ N, 1° 54′ 07″ E / 41.39011°N,1.90198°E ca:Pla del Lledoner - El Lledoner                            |           |                     | Modifica les dades a Wikidata |
|        | Claper Cl007            | Vallirana | element arquitectònic | Estil: arquitectura popular              | 41° 23′ 24″ N, 1° 53′ 59″ E / 41.3901°N,1.89979°E ca:Pla del Lledoner - El Lledoner                             |           |                     | Modifica les dades a Wikidata |
|        | Claper Cl009            | Vallirana | element arquitectònic | Estil: arquitectura popular              | 41° 22′ 36″ N, 1° 56′ 19″ E / 41.37675°N,1.93865°E ca:Torrent de Campderrós - Urbanització Selva Negra Catalana |           |                     | Modifica les dades a Wikidata |
|        | Claper Cl010            | Vallirana | element arquitectònic | Estil: arquitectura popular              | 41° 22′ 36″ N, 1° 56′ 19″ E / 41.37675°N,1.9385°E ca:Torrent de Campderrós - Urbanització Selva Negra Catalana  |           |                     | Modifica les dades a Wikidata |
|        | Cocó de marge CM012     | Vallirana | element arquitectònic | Estil: arquitectura popular              | 41° 23′ 36″ N, 1° 56′ 06″ E / 41.39342°N,1.93507°E ca:Torrent de cal Xelín - Can Rovira                         |           |                     | Modifica les dades a Wikidata |
|        | Cocó de marge CM020     | Vallirana | element arquitectònic | Estil: arquitectura popular              | 41° 22′ 36″ N, 1° 53′ 40″ E / 41.37657°N,1.89457°E ca:Avinguda d'Olesa de Bonesvalls - Pla del Pèlag            |           |                     | Modifica les dades a Wikidata |
|        | Cocó de marge CM022     | Vallirana | element arquitectònic | Estil: arquitectura popular              | 41° 23′ 29″ N, 1° 55′ 50″ E / 41.39144°N,1.93067°E ca:Carrer del Canigó - Urbanització Vall del Sol             |           |                     | Modifica les dades a Wikidata |
|        | Escala de Marge Es033   | Vallirana | element arquitectònic |                                          | 41° 22′ 42″ N, 1° 56′ 39″ E / 41.37842°N,1.9442°E ca:Turó d'en Tres - Urbanització Selva Negra Catalana         |           |                     | Modifica les dades a Wikidata |
|        | Escala de Marge Es049   | Vallirana | element arquitectònic |                                          | 41° 22′ 46″ N, 1° 56′ 45″ E / 41.3795°N,1.94594°E ca:Turó d'en Tres - Urbanització Selva Negra Catalana         |           |                     | Modifica les dades a Wikidata |
|        | Escala de marge ES019   | Vallirana | element arquitectònic |                                          | 41° 23′ 31″ N, 1° 55′ 58″ E / 41.39204°N,1.93281°E ca:Carrer del Montseny - Urbanització Vall del Sol           |           |                     | Modifica les dades a Wikidata |
|        | Escala de marge ES060   | Vallirana | element arquitectònic |                                          | 41° 23′ 29″ N, 1° 55′ 51″ E / 41.39149°N,1.93073°E ca:Carrer del Canigó - Urbanització Vall del Sol             |           |                     | Modifica les dades a Wikidata |
|        | Escala de marge ES061   | Vallirana | element arquitectònic |                                          | 41° 23′ 31″ N, 1° 55′ 58″ E / 41.39183°N,1.9329°E ca:Carrer del Montseny - Urbanització Vall del Sol            |           |                     | Modifica les dades a Wikidata |
|        | Escala de marge ES062   | Vallirana | element arquitectònic |                                          | 41° 23′ 30″ N, 1° 55′ 58″ E / 41.3918°N,1.93285°E ca:Carrer del Montseny - Urbanització Vall del Sol            |           |                     | Modifica les dades a Wikidata |
|        | Escala de marge ES063   | Vallirana | element arquitectònic |                                          | 41° 23′ 31″ N, 1° 55′ 58″ E / 41.39187°N,1.93268°E ca:Carrer del Montseny - Urbanització Vall del Sol           |           |                     | Modifica les dades a Wikidata |
|        | Piscina Municipal       | Vallirana | element arquitectònic | Arquitecte: Manuel Baldrich i Tibau 1953 | 41° 23′ 04″ N, 1° 55′ 56″ E / 41.3844°N,1.93235°E ca:Carrer de Pau Casals, 1                                    |           |                     | Modifica les dades a Wikidata |
|        | Recer Re006             | Vallirana | element arquitectònic | Estil: arquitectura popular              | 41° 22′ 46″ N, 1° 56′ 45″ E / 41.37939°N,1.94586°E ca:Turó d'en Tres - Can Campderrós                           |           |                     | Modifica les dades a Wikidata |
|        | Túnel de Desaigüe Td001 | Vallirana | element arquitectònic | Estil: arquitectura popular              | 41° 22′ 48″ N, 1° 55′ 30″ E / 41.38012°N,1.9249°E ca:El Ginestar - Serral del Suro                              |           |                     | Modifica les dades a Wikidata |

## entitat singular de població
| imatge | Nom                               | Ubicat a  | instància de                                                                   | Detalls  | coordenades                                                                  | Protecció | Commons (més fotos) | Dades a WD                    |
| ------ | --------------------------------- | --------- | ------------------------------------------------------------------------------ | -------- | ---------------------------------------------------------------------------- | --------- | ------------------- | ----------------------------- |
|        | Can Batlle                        | Vallirana | entitat singular de població                                                   | 642 hab  | 41° 23′ 14″ N, 1° 56′ 17″ E / 41.38732285202°N,1.93799002732°E 222 msnm      |           |                     | Modifica les dades a Wikidata |
|        | Can Julià                         | Vallirana | entitat singular de població                                                   | 438 hab  | 41° 22′ 34″ N, 1° 54′ 25″ E / 41.376224569928°N,1.9070791178295°E 317 msnm   |           |                     | Modifica les dades a Wikidata |
|        | Can Rovira                        | Vallirana | entitat singular de població                                                   | 454 hab  | 41° 23′ 00″ N, 1° 55′ 37″ E / 41.3834601°N,1.926919667°E 228 msnm            |           |                     | Modifica les dades a Wikidata |
|        | Interclub residencial             | Vallirana | entitat singular de població                                                   | 11 hab   | 41° 22′ 54″ N, 1° 56′ 55″ E / 41.38162703°N,1.94856353°E 250 msnm            |           |                     | Modifica les dades a Wikidata |
|        | Mas de les Fonts                  | Vallirana | entitat singular de població                                                   | 296 hab  | 41° 21′ 43″ N, 1° 56′ 05″ E / 41.362072874251°N,1.9348139931765°E 187 msnm   |           |                     | Modifica les dades a Wikidata |
|        | Penya Forcada                     | Vallirana | entitat singular de població                                                   | 89 hab   | 41° 22′ 26″ N, 1° 53′ 30″ E / 41.373941°N,1.891687°E 475 msnm                |           |                     | Modifica les dades a Wikidata |
|        | Pla del Pèlec                     | Vallirana | entitat singular de població                                                   | 389 hab  | 41° 22′ 26″ N, 1° 53′ 28″ E / 41.37394044°N,1.891053915°E 469 msnm           |           |                     | Modifica les dades a Wikidata |
|        | Polígon industrial de Can Prunera | Vallirana | entitat singular de població polígon industrial                                | 54 hab   | 41° 22′ 21″ N, 1° 54′ 20″ E / 41.37261502°N,1.90552933°E 265 msnm            |           |                     | Modifica les dades a Wikidata |
|        | Selva Negra                       | Vallirana | entitat singular de població                                                   | 903 hab  | 41° 22′ 35″ N, 1° 56′ 39″ E / 41.3765067061549°N,1.94417406587549°E 275 msnm |           |                     | Modifica les dades a Wikidata |
|        | Vall del Sol                      | Vallirana | entitat singular de població                                                   | 737 hab  | 41° 23′ 34″ N, 1° 56′ 30″ E / 41.3927243791986°N,1.94169880537108°E 222 msnm |           |                     | Modifica les dades a Wikidata |
|        | Vallirana                         | Vallirana | entitat singular de població capital municipal ens local històric de Catalunya | 4827 hab | 41° 23′ 12″ N, 1° 55′ 55″ E / 41.38676°N,1.93205°E 177 msnm                  |           |                     | Modifica les dades a Wikidata |
|        | Vallirana Parc                    | Vallirana | entitat singular de població                                                   | 1118 hab | 41° 22′ 32″ N, 1° 56′ 45″ E / 41.37552447°N,1.945728064°E 257 msnm           |           |                     | Modifica les dades a Wikidata |
|        | el Lledoner                       | Vallirana | entitat singular de població                                                   | 1074 hab | 41° 23′ 00″ N, 1° 53′ 08″ E / 41.383222812623°N,1.885434780506°E 454 msnm    |           |                     | Modifica les dades a Wikidata |
|        | el Mas Rovira                     | Vallirana | entitat singular de població                                                   | 268 hab  | 41° 23′ 14″ N, 1° 55′ 32″ E / 41.3872535°N,1.925622225°E 302 msnm            |           |                     | Modifica les dades a Wikidata |
|        | el Mirador                        | Vallirana | entitat singular de població                                                   | 359 hab  | 41° 23′ 30″ N, 1° 55′ 33″ E / 41.39160405°N,1.925911903°E 275 msnm           |           |                     | Modifica les dades a Wikidata |
|        | els Pinars                        | Vallirana | entitat singular de població                                                   | 245 hab  | 41° 22′ 50″ N, 1° 56′ 29″ E / 41.38044534°N,1.94149077°E 170 msnm            |           |                     | Modifica les dades a Wikidata |
|        | la Llibra Casanova                | Vallirana | entitat singular de població                                                   | 332 hab  | 41° 23′ 05″ N, 1° 56′ 43″ E / 41.384687052228°N,1.9452088134863°E 421 msnm   |           |                     | Modifica les dades a Wikidata |
|        | la Pinetella                      | Vallirana | entitat singular de població                                                   | 434 hab  | 41° 22′ 41″ N, 1° 54′ 04″ E / 41.377968810219°N,1.9010706294249°E 358 msnm   |           |                     | Modifica les dades a Wikidata |
|        | la Solana                         | Vallirana | entitat singular de població                                                   | 1944 hab | 41° 22′ 38″ N, 1° 55′ 39″ E / 41.377316439626°N,1.9273902162614°E 190 msnm   |           |                     | Modifica les dades a Wikidata |
|        | la Soleia I                       | Vallirana | entitat singular de població                                                   | 273 hab  | 41° 23′ 18″ N, 1° 56′ 31″ E / 41.3882°N,1.94183°E 157 msnm                   |           |                     | Modifica les dades a Wikidata |
|        | la Soleia II                      | Vallirana | entitat singular de població                                                   | 87 hab   | 41° 23′ 09″ N, 1° 56′ 22″ E / 41.38570196°N,1.939489245°E 216 msnm           |           |                     | Modifica les dades a Wikidata |
|        | les Bassioles                     | Vallirana | entitat singular de població                                                   | 580 hab  | 41° 22′ 06″ N, 1° 53′ 54″ E / 41.3684295934142°N,1.89833020580163°E 452 msnm |           |                     | Modifica les dades a Wikidata |
|        | les Casetes                       | Vallirana | entitat singular de població                                                   | 398 hab  | 41° 22′ 51″ N, 1° 54′ 57″ E / 41.3808°N,1.9157°E 253 msnm                    |           |                     | Modifica les dades a Wikidata |

## església
| imatge | Nom                                                | Ubicat a  | instància de     | Detalls                                                    | coordenades                                                                                             | Protecció                                  | Commons (més fotos)     | Dades a WD                    |
| ------ | -------------------------------------------------- | --------- | ---------------- | ---------------------------------------------------------- | --- | ------------------------------------------ | ----------------------- | ----------------------------- |
|        | Ermita de Sant Silvestre                           | Vallirana | església ermita  | Estil: arquitectura popular 580 Estat: restaurat en perill | 41° 22′ 12″ N, 1° 55′ 54″ E / 41.369977°N,1.931788°E ca:Serrat de Sant Silvestre - Vall d'Arús 202 msnm | bé cultural d'interès local                | Ermita de San Silvestre | Modifica les dades a Wikidata |
|        | capella de Sant Francesc del Mas Vell del Lledoner | Vallirana | església capella | 1558                                                       | 41° 23′ 26″ N, 1° 54′ 02″ E / 41.390539°N,1.900491°E ca:Crtra. N-340. Km 1230,8                         | bé integrant del patrimoni cultural català |                         | Modifica les dades a Wikidata |
|        | església parroquial de Sant Mateu                  | Vallirana | església         | Estil: arquitectura barroca 1804                           | 41° 22′ 57″ N, 1° 55′ 45″ E / 41.38241°N,1.929108°E ca:Església                                         | bé cultural d'interès local                | Sant Mateu de Vallirana | Modifica les dades a Wikidata |

## font
| imatge | Nom                                        | Ubicat a  | instància de | Detalls          | coordenades                                                                                                   | Protecció | Commons (més fotos) | Dades a WD                    |
| ------ | ------------------------------------------ | --------- | ------------ | ---------------- | --- | --------- | ------------------- | ----------------------------- |
|        | Avenc del Pèlag - Font del Pèlag           | Vallirana | font         |                  | 41° 22′ 16″ N, 1° 53′ 36″ E / 41.37113°N,1.89324°E ca:Pla del Pèlag - Les Bassioles                           |           |                     | Modifica les dades a Wikidata |
|        | Cisterna de la Font de Cal Lari            | Vallirana | font         |                  | 41° 22′ 57″ N, 1° 56′ 46″ E / 41.38249°N,1.94607°E ca:Torrent del Bosc de cal Marotes - La Llibra             |           |                     | Modifica les dades a Wikidata |
|        | Escala de Marge de la Font de Cal Lari     | Vallirana | font         |                  | 41° 22′ 57″ N, 1° 56′ 46″ E / 41.38262°N,1.94616°E ca:Torrent del Bosc de cal Marotes - La Llibra             |           |                     | Modifica les dades a Wikidata |
|        | Resclosa de la Font del Rector             | Vallirana | font         |                  | 41° 22′ 54″ N, 1° 55′ 48″ E / 41.3818°N,1.92992°E ca:Parc de la Font del Rector - Riera de Vallirana          |           |                     | Modifica les dades a Wikidata |
|        | font de Cal Lari - Font de les Ensulsiades | Vallirana | font         |                  | 41° 22′ 57″ N, 1° 56′ 46″ E / 41.38243°N,1.94608°E ca:Torrent del Bosc de cal Marotes - La Llibra             |           |                     | Modifica les dades a Wikidata |
|        | font de Campderrós                         | Vallirana | font         | 20th century     | 41° 22′ 37″ N, 1° 55′ 59″ E / 41.37689°N,1.93319°E ca:Avinguda de la Selva Negra Catalana - Carrer de la Font |           |                     | Modifica les dades a Wikidata |
|        | font de l'Alzina                           | Vallirana | font         | 1927             | 41° 23′ 20″ N, 1° 54′ 20″ E / 41.38883°N,1.9055°E ca:Boscos de la Pinatella - El Lledoner                     |           |                     | Modifica les dades a Wikidata |
|        | font de la Barquera                        | Vallirana | font         | 20th century     | 41° 22′ 55″ N, 1° 55′ 47″ E / 41.382°N,1.9296°E ca:Carrer de l'Església - Carrer de Miquel Batlle             |           |                     | Modifica les dades a Wikidata |
|        | font de la Llibra                          | Vallirana | font         | 20th century     | 41° 23′ 19″ N, 1° 56′ 36″ E / 41.3885°N,1.9433°E ca:Carrer dels Mestres Esqué i Artó                          |           |                     | Modifica les dades a Wikidata |
|        | font del Cartró                            | Vallirana | font         | 20th century     | 41° 23′ 24″ N, 1° 55′ 53″ E / 41.39°N,1.93128°E ca:Carrer de la Verge de Montserrat, 18                       |           |                     | Modifica les dades a Wikidata |
|        | font del Lledoner                          | Vallirana | font         | Estat: bon estat | 41° 23′ 18″ N, 1° 54′ 35″ E / 41.38827°N,1.90982°E ca:Carretera N-340, km. 1231 - El Lledoner 345 msnm        |           |                     | Modifica les dades a Wikidata |
|        | font del Xelín                             | Vallirana | font         | 20th century     | 41° 23′ 34″ N, 1° 56′ 09″ E / 41.39278°N,1.93575°E ca:Carrer del Canigó - Urbanització de la Vall del Sol     |           |                     | Modifica les dades a Wikidata |

## forn de calç
| imatge | Nom                            | Ubicat a  | instància de | Detalls                     | coordenades                                                                              | Protecció                                  | Commons (més fotos) | Dades a WD                    |
| ------ | ------------------------------ | --------- | ------------ | --------------------------- | ---------------------------------------------------------------------------------------- | ------------------------------------------ | ------------------- | ----------------------------- |
|        | Forn de Calç Fc033             | Vallirana | forn de calç |                             | 41° 23′ 19″ N, 1° 53′ 42″ E / 41.38855°N,1.89492°E ca:Pont de la Reina - El Lledoner     |                                            |                     | Modifica les dades a Wikidata |
|        | Forn de Calç Fc038             | Vallirana | forn de calç | Estil: arquitectura popular | 41° 23′ 17″ N, 1° 52′ 37″ E / 41.38817°N,1.87699°E ca:Coll de la Creu d'Ordal            |                                            |                     | Modifica les dades a Wikidata |
|        | Forn de calç de la vall d'Arús | Vallirana | forn de calç | Estil: arquitectura popular |                                                                                          | bé integrant del patrimoni cultural català |                     | Modifica les dades a Wikidata |
|        | forn de calç FC022             | Vallirana | forn de calç |                             | 41° 23′ 07″ N, 1° 54′ 10″ E / 41.38526°N,1.90269°E ca:Boscos de Mequinensa - El Lledoner |                                            |                     | Modifica les dades a Wikidata |
|        | forn de calç FC035             | Vallirana | forn de calç |                             | 41° 22′ 53″ N, 1° 53′ 51″ E / 41.38137°N,1.89748°E ca:Pla de la Pinetella - El Lledoner  |                                            |                     | Modifica les dades a Wikidata |

## masia
| imatge | Nom                                                           | Ubicat a  | instància de | Detalls                                  | coordenades | Protecció                                  | Commons (més fotos)     | Dades a WD                    |
| ------ | ------------------------------------------------------------- | --------- | ------------ | ---------------------------------------- | --- | ------------------------------------------ | ----------------------- | ----------------------------- |
|        | Ca n'Ardenya                                                  | Vallirana | masia        |                                          | 41° 21′ 35″ N, 1° 55′ 23″ E / 41.3596391060711°N,1.92315428324263°E                                                          |                                            |                         | Modifica les dades a Wikidata |
|        | Cal Beco                                                      | Vallirana | masia        |                                          | 41° 23′ 16″ N, 1° 55′ 06″ E / 41.3876521366247°N,1.91833853735961°E ca:Serral del Beco - Can Rovira                          |                                            |                         | Modifica les dades a Wikidata |
|        | Can Bogunyà                                                   | Vallirana | masia        | Estil: arquitectura popular 18th century | 41° 22′ 06″ N, 1° 55′ 57″ E / 41.368258°N,1.932438°E ca:Dreta de la Vall d'Arús 201 msnm                                     | bé cultural d'interès local                | Can Bogunya             | Modifica les dades a Wikidata |
|        | Can Campderrós                                                | Vallirana | masia        | Estil: arquitectura popular 16th century | 41° 22′ 40″ N, 1° 56′ 02″ E / 41.377766°N,1.933888°E ca:Vall d'Arús 188 msnm                                                 | bé cultural d'interès local                | Can Campderrós          | Modifica les dades a Wikidata |
|        | Can Jep                                                       | Vallirana | masia        |                                          | 41° 22′ 46″ N, 1° 55′ 07″ E / 41.379556°N,1.91855°E                                                                          |                                            |                         | Modifica les dades a Wikidata |
|        | Can Julià                                                     | Vallirana | masia        | Estil: arquitectura popular 18th century | 41° 22′ 44″ N, 1° 54′ 42″ E / 41.378898°N,1.91164°E ca:Ctra. N-340                                                           | bé integrant del patrimoni cultural català | Can Julià (Vallirana)   | Modifica les dades a Wikidata |
|        | Can Riera                                                     | Vallirana | masia        | 20th century                             | 41° 22′ 51″ N, 1° 54′ 42″ E / 41.3807892229863°N,1.91173119844155°E ca:Carretera N-340, km. 1231 - Urbanització de can Julià |                                            |                         | Modifica les dades a Wikidata |
|        | Can Rovira                                                    | Vallirana | masia        | 19th century                             | 41° 22′ 57″ N, 1° 55′ 28″ E / 41.3825387233319°N,1.92440305084243°E ca:N-340, a la sortida del poble (direcció Ordal)        |                                            |                         | Modifica les dades a Wikidata |
|        | Mas Culleretes - Masia de la Llibra - Can Gironès             | Vallirana | masia        | 20th century                             | 41° 23′ 22″ N, 1° 56′ 35″ E / 41.38956°N,1.94293°E ca:Carrer Major, 50-54                                                    |                                            |                         | Modifica les dades a Wikidata |
|        | Mas Vell del Lledoner                                         | Vallirana | masia        |                                          | 41° 23′ 27″ N, 1° 54′ 02″ E / 41.390706°N,1.900521°E ca:Crtra. N-340. Km 1230,8                                              | bé cultural d'interès local                | Mas Vell del Lledoner   | Modifica les dades a Wikidata |
|        | Mas de les Fonts                                              | Vallirana | masia        | 16th century                             | 41° 21′ 34″ N, 1° 55′ 51″ E / 41.359568°N,1.930957°E ca:Sector Mas de les Fonts                                              | bé cultural d'interès local                | Mas de les Fonts        | Modifica les dades a Wikidata |
|        | Maset del Lledoner                                            | Vallirana | masia        | 18th century                             | 41° 23′ 12″ N, 1° 53′ 10″ E / 41.3866779753562°N,1.8860978023177°E ca:Carrer del riu Freser, 1 - Urbanització del Lledoner   |                                            |                         | Modifica les dades a Wikidata |
|        | can Prunera                                                   | Vallirana | masia        | Estil: arquitectura barroca 18th century | 41° 22′ 23″ N, 1° 54′ 20″ E / 41.37316°N,1.905623°E ca:carrer de les Garrigues 274 msnm                                      | bé cultural d'interès local                | Can Prunera (Vallirana) | Modifica les dades a Wikidata |
|        | el Xipreret - Hostal del Xipreret - Restaurant Posta Xipreret | Vallirana | masia        |                                          | 41° 22′ 55″ N, 1° 55′ 33″ E / 41.38194°N,1.92578°E ca:Carrer Major, 633                                                      |                                            |                         | Modifica les dades a Wikidata |

## molí d'aigua
| imatge | Nom                      | Ubicat a  | instància de | Detalls                     | coordenades                                                                                       | Protecció                                            | Commons (més fotos)          | Dades a WD                    |
| ------ | ------------------------ | --------- | ------------ | --------------------------- | ------------------------------------------------------------------------------------------------- | ---------------------------------------------------- | ---------------------------- | ----------------------------- |
|        | Masia Molí de Can Batlle | Vallirana | molí d'aigua | Estil: arquitectura popular | 41° 23′ 02″ N, 1° 55′ 58″ E / 41.383832°N,1.932654°E ca:Carrer del Molí, 2-4                      | bé cultural d'interès local                          | Can Batlle (Vallirana)       | Modifica les dades a Wikidata |
|        | Torre dels Moros         | Vallirana | molí d'aigua | Estil: arquitectura popular | 41° 23′ 17″ N, 1° 56′ 33″ E / 41.388091°N,1.942398°E ca:Passeig Sant Lluis - C.Barcelona 156 msnm | bé d'interès cultural bé cultural d'interès nacional | Torre dels Moros (Vallirana) | Modifica les dades a Wikidata |

## monument
| imatge | Nom                                   | Ubicat a  | instància de | Detalls      | coordenades                                                                                                | Protecció | Commons (més fotos) | Dades a WD                    |
| ------ | ------------------------------------- | --------- | ------------ | ------------ | --- | --------- | ------------------- | ----------------------------- |
|        | Monument Als Morts de la Guerra Civil | Vallirana | monument     | 1966         | 41° 23′ 24″ N, 1° 53′ 52″ E / 41.39002°N,1.89786°E ca:Carretera N-340, km. 1230-1231 - Boscos del Lledoner |           |                     | Modifica les dades a Wikidata |
|        | Monument Roda Marsell                 | Vallirana | monument     | 19th century | 41° 23′ 02″ N, 1° 55′ 50″ E / 41.38378°N,1.93048°E ca:Rambla de la Sobirania                               |           |                     | Modifica les dades a Wikidata |
|        | Monument de la Rotonda de la Barquera | Vallirana | monument     | 21st century | 41° 22′ 53″ N, 1° 55′ 47″ E / 41.38134°N,1.9297°E ca:Ronda de la Barquera                                  |           |                     | Modifica les dades a Wikidata |
|        | monument de la batalla d'Ordal        | Vallirana | monument     | 2013         | 41° 23′ 23″ N, 1° 52′ 36″ E / 41.38961°N,1.87672°E ca:Port d'Ordal - Coll de la Creu d'Ordal               |           |                     | Modifica les dades a Wikidata |

## muntanya
| imatge | Nom              | Ubicat a                                  | instància de | Detalls | coordenades                                                                                       | Protecció | Commons (més fotos) | Dades a WD                    |
| ------ | ---------------- | ----------------------------------------- | ------------ | ------- | ------------------------------------------------------------------------------------------------- | --------- | ------------------- | ----------------------------- |
|        | Penya Blanca     | Vallirana                                 | muntanya     |         | 41° 21′ 52″ N, 1° 55′ 29″ E / 41.3645°N,1.92464°E 497.4 msnm                                      |           |                     | Modifica les dades a Wikidata |
|        | Penya Esquerdada | Vallirana                                 | muntanya     |         | 41° 21′ 18″ N, 1° 55′ 55″ E / 41.3551°N,1.932°E 548 msnm                                          |           |                     | Modifica les dades a Wikidata |
|        | Penya del Moro   | Vallirana Begues Torrelles de Llobregat   | muntanya     |         | 41° 21′ 00″ N, 1° 56′ 44″ E / 41.35°N,1.94542°E ca:Extrem sud-est del terme municipal 466.8 msnm  |           |                     | Modifica les dades a Wikidata |
|        | Puig Bernat      | Vallirana                                 | muntanya     |         | 41° 22′ 47″ N, 1° 54′ 01″ E / 41.379716°N,1.900141°E 511 msnm                                     |           |                     | Modifica les dades a Wikidata |
|        | Puig Bernat      | Vallirana Olesa de Bonesvalls             | muntanya     |         | 41° 22′ 24″ N, 1° 52′ 55″ E / 41.3734°N,1.88186°E 612.5 msnm                                      |           |                     | Modifica les dades a Wikidata |
|        | Puig Vicenç      | Cervelló Torrelles de Llobregat Vallirana | muntanya     |         | 41° 22′ 04″ N, 1° 57′ 15″ E / 41.367809°N,1.95404°E ca:Serrat de can Güell - Vall d'Arús 468 msnm |           | Puig Vicenç         | Modifica les dades a Wikidata |
|        | Puig de l'Osca   | Vallirana                                 | muntanya     |         | 41° 22′ 50″ N, 1° 53′ 20″ E / 41.38055556°N,1.88894444°E 614.9 msnm                               |           |                     | Modifica les dades a Wikidata |
|        | Turó d'en Tres   | Cervelló Vallirana                        | muntanya     |         | 41° 22′ 43″ N, 1° 56′ 57″ E / 41.3787°N,1.94917°E 381.7 msnm                                      |           |                     | Modifica les dades a Wikidata |

## nucli de població
| imatge | Nom                    | Ubicat a              | instància de                                           | Detalls | coordenades                                                         | Protecció | Commons (més fotos) | Dades a WD                    |
| ------ | ---------------------- | --------------------- | ------------------------------------------------------ | ------- | ------------------------------------------------------------------- | --------- | ------------------- | ----------------------------- |
|        | Can Campderrós         | Vallirana             | nucli de població                                      |         | 41° 22′ 30″ N, 1° 56′ 30″ E / 41.3750150931628°N,1.94162718354314°E |           |                     | Modifica les dades a Wikidata |
|        | la Soleia              | Vallirana             | nucli de població                                      |         | 41° 22′ 55″ N, 1° 56′ 34″ E / 41.381963298403°N,1.9428609681299°E   |           |                     | Modifica les dades a Wikidata |
|        | les Casetes d’en Julià | Vallirana les Casetes | nucli de població nucli d'entitat singular de població | 13 hab  | 41° 22′ 39″ N, 1° 54′ 39″ E / 41.37740249°N,1.9107587°E 253 msnm    |           |                     | Modifica les dades a Wikidata |

## pedrera
| imatge | Nom                  | Ubicat a  | instància de | Detalls | coordenades                                                         | Protecció | Commons (més fotos) | Dades a WD                    |
| ------ | -------------------- | --------- | ------------ | ------- | ------------------------------------------------------------------- | --------- | ------------------- | ----------------------------- |
|        | Pedrera Can Muntaner | Vallirana | pedrera      |         | 41° 21′ 54″ N, 1° 55′ 10″ E / 41.3651178769439°N,1.91954878627088°E |           |                     | Modifica les dades a Wikidata |
|        | Pedrera Hermanos Foj | Vallirana | pedrera      |         | 41° 21′ 48″ N, 1° 54′ 26″ E / 41.3634334200033°N,1.90714238199886°E |           |                     | Modifica les dades a Wikidata |
|        | Pedrera La Fou       | Vallirana | pedrera      |         | 41° 21′ 54″ N, 1° 54′ 52″ E / 41.3649064847598°N,1.91431542370944°E |           |                     | Modifica les dades a Wikidata |

## pont
| imatge | Nom                            | Ubicat a                 | instància de | Detalls                                                                  | coordenades | Protecció                                  | Commons (més fotos) | Dades a WD                    |
| ------ | ------------------------------ | ------------------------ | ------------ | ------------------------------------------------------------------------ | --- | ------------------------------------------ | ------------------- | ----------------------------- |
|        | Pont a Vallirana               | Vallirana                | pont         | Estil: arquitectura popular 1816 Estat: bon estat Llarg: 15m Ample: 2.5m | 41° 22′ 55″ N, 1° 55′ 46″ E / 41.38187°N,1.92954°E ca:Carrer de l'Església - Parc de la Font del Rector 195 msnm      | bé integrant del patrimoni cultural català |                     | Modifica les dades a Wikidata |
|        | Pont de ca l'Eixut             | Vallirana                | pont         | Hi passa: N-340 Estat: bon estat                                         | 41° 22′ 39″ N, 1° 54′ 41″ E / 41.37748°N,1.91151°E ca:Carretera N-340, km. 1233 - Casetes Julià 248 msnm              |                                            |                     | Modifica les dades a Wikidata |
|        | Pont de cal Ferrer             | Vallirana                | pont         | Hi passa: N-340 Estat: bon estat                                         | 41° 23′ 09″ N, 1° 55′ 55″ E / 41.38586°N,1.93182°E ca:Carrer Major - Carrer de Lluís Companys 185 msnm                |                                            |                     | Modifica les dades a Wikidata |
|        | Pont de cal Jep                | Vallirana                | pont         | Hi passa: N-340 Estat: bon estat                                         | 41° 22′ 45″ N, 1° 55′ 08″ E / 41.37927°N,1.9188°E ca:Casetes Montané - Cal Jep 217 msnm                               |                                            |                     | Modifica les dades a Wikidata |
|        | Pont de cal Torrillo           | Vallirana                | pont         | Hi passa: N-340 Estat: bon estat                                         | 41° 22′ 41″ N, 1° 54′ 53″ E / 41.37811°N,1.91483°E ca:Carretera N-340, km. 1234 - Casetes Montané 226 msnm            |                                            |                     | Modifica les dades a Wikidata |
|        | Pont de can Bogunyà            | Vallirana                | pont         | Estat: ruïnós                                                            | 41° 22′ 07″ N, 1° 55′ 59″ E / 41.3687°N,1.93307°E ca:Torrent de Campderrós - Can Bogunyà 190 msnm                     |                                            |                     | Modifica les dades a Wikidata |
|        | Pont de can Rovira             | Vallirana                | pont         | Hi passa: N-340 Estat: bon estat                                         | 41° 22′ 54″ N, 1° 55′ 28″ E / 41.38165°N,1.92455°E ca:Carretera N-340, km. 1234-1235 - Torrent de can Rovira 208 msnm |                                            |                     | Modifica les dades a Wikidata |
|        | Pont de la Casa Nova           | Vallirana                | pont         | Estat: ruïnós                                                            | 41° 23′ 17″ N, 1° 56′ 42″ E / 41.38798°N,1.94487°E ca:Plaça de la Casa Nova - La Llibra Casanova 130 msnm             |                                            |                     | Modifica les dades a Wikidata |
|        | Pont de la Fàbrica de Cotó     | Vallirana                | pont         | Estat: bon estat                                                         | 41° 23′ 18″ N, 1° 56′ 02″ E / 41.3882°N,1.93393°E ca:Carrer del Cotó 160 msnm                                         |                                            |                     | Modifica les dades a Wikidata |
|        | Pont de la Llibra              | Vallirana                | pont         | Estat: bon estat                                                         | 41° 23′ 22″ N, 1° 56′ 33″ E / 41.38932°N,1.9424°E ca:Carrer Major - Carretera N-340, km. 1237 144 msnm                |                                            |                     | Modifica les dades a Wikidata |
|        | Pont de la Reina               | Vallirana                | pont         | Estat: malmès                                                            | 41° 23′ 20″ N, 1° 53′ 35″ E / 41.38882°N,1.89308°E ca:Pont del Lledoner - El Lledoner 411 msnm                        |                                            |                     | Modifica les dades a Wikidata |
|        | Pont de la Soleia              | Vallirana                | pont         | Estat: bon estat                                                         | 41° 23′ 23″ N, 1° 56′ 24″ E / 41.38966°N,1.94005°E ca:Carrer Major - Passeig de Sant Lluís 146 msnm                   |                                            |                     | Modifica les dades a Wikidata |
|        | Pont del camí de can Garcia    | Vallirana                | pont         | Estat: bon estat                                                         | 41° 22′ 46″ N, 1° 55′ 00″ E / 41.37949°N,1.91664°E ca:Casetes Montané 220 msnm                                        |                                            |                     | Modifica les dades a Wikidata |
|        | Pont del camí de les Cocones   | Baix Llobregat Vallirana | pont         | Estil: arquitectura popular Estat: bon estat Llarg: 7m Llum: 1m Alt: 5m  | 41° 21′ 59″ N, 1° 56′ 15″ E / 41.36636°N,1.93761°E ca:Fondo de la Guixera - Vall d'Arús 205 msnm                      | bé integrant del patrimoni cultural català |                     | Modifica les dades a Wikidata |
|        | Pont del torrent de les Llimes | Vallirana                | pont         | Estat: bon estat                                                         | 41° 23′ 25″ N, 1° 56′ 10″ E / 41.39036°N,1.93619°E ca:Carrer de cal Xelín - Torrent de les Llimes 164 msnm            |                                            |                     | Modifica les dades a Wikidata |
|        | Pont dels Gossos               | Vallirana                | pont         | Hi passa: N-340 Estat: bon estat                                         | 41° 22′ 40″ N, 1° 54′ 49″ E / 41.37776°N,1.91362°E ca:Carretera N-340, km. 1233-1234 - Casetes Montané 238 msnm       |                                            |                     | Modifica les dades a Wikidata |
|        | Pont dels Tres Arcs            | Vallirana                | pont         | Hi passa: N-340 Estat: bon estat                                         | 41° 23′ 22″ N, 1° 54′ 30″ E / 41.38952°N,1.9083°E ca:Carretera N-340, km. 1231-1232 - El Lledoner 345 msnm            |                                            |                     | Modifica les dades a Wikidata |
|        | antic pont dels Tres Arcs      | Vallirana                | pont         | Estil: arquitectura popular Estat: ruïnós                                | | bé integrant del patrimoni cultural català |                     | Modifica les dades a Wikidata |
|        | pont del Lledoner              | Vallirana Cervelló       | pont         | Estil: arquitectura popular Hi passa: N-340                              | 41° 23′ 24″ N, 1° 53′ 40″ E / 41.38994°N,1.89447°E ca:Crtra. N-340, passat Vallirana, direcció a l'Ordal 431 407 msnm | bé cultural d'interès local                | Pont del Lledoner   | Modifica les dades a Wikidata |

## serra
| imatge | Nom                      | Ubicat a                      | instància de | Detalls | coordenades                                                         | Protecció | Commons (més fotos) | Dades a WD                    |
| ------ | ------------------------ | ----------------------------- | ------------ | ------- | ------------------------------------------------------------------- | --------- | ------------------- | ----------------------------- |
|        | Penya Rubí               | Vallirana                     | serra        |         | 41° 22′ 10″ N, 1° 56′ 31″ E / 41.36930556°N,1.942°E 282.9 msnm      |           |                     | Modifica les dades a Wikidata |
|        | Serral del Suro          | Vallirana                     | serra        |         | 41° 22′ 18″ N, 1° 55′ 26″ E / 41.3718°N,1.92381°E 435.3 msnm        |           |                     | Modifica les dades a Wikidata |
|        | Serrat de Sant Silvestre | Vallirana                     | serra        |         | 41° 22′ 10″ N, 1° 56′ 42″ E / 41.36938278°N,1.94498056°E 284.7 msnm |           |                     | Modifica les dades a Wikidata |
|        | serral del Cúpol         | Olesa de Bonesvalls Vallirana | serra        |         | 41° 22′ 40″ N, 1° 53′ 10″ E / 41.377719°N,1.885979°E                |           |                     | Modifica les dades a Wikidata |
|        | serrat de Can Güell      | Vallirana                     | serra        |         | 41° 21′ 56″ N, 1° 57′ 07″ E / 41.36552778°N,1.95197222°E 466.7 msnm |           |                     | Modifica les dades a Wikidata |

## Misc
| imatge | Nom                                   | Ubicat a                                  | instància de                                           | Detalls                          | coordenades | Protecció                                  | Commons (més fotos)     | Dades a WD                    |
| ------ | ------------------------------------- | ----------------------------------------- | ------------------------------------------------------ | -------------------------------- | --- | ------------------------------------------ | ----------------------- | ----------------------------- |
|        | Casa de la Vila                       | Vallirana                                 | casa consistorial                                      | Estil: noucentisme               | 41° 23′ 17″ N, 1° 55′ 55″ E / 41.387938°N,1.931807°E | bé integrant del patrimoni cultural català | Ajuntament de Vallirana | Modifica les dades a Wikidata |
|        | Casetes Muntaner                      | les Casetes Vallirana                     | nucli d'entitat singular de població nucli de població | 385 hab                          | 41° 22′ 45″ N, 1° 55′ 02″ E / 41.37903689°N,1.917249471°E 228 msnm                                                                                             |                                            |                         | Modifica les dades a Wikidata |
|        | Celler de Can Rovira                  | Vallirana                                 | celler edifici                                         | Estil: arquitectura modernista   | 41° 22′ 59″ N, 1° 55′ 34″ E / 41.382977°N,1.926062°E 41° 22′ 57″ N, 1° 55′ 30″ E / 41.38249°N,1.92493°E ca:Carretera N- 340, km. 1235 - Camí de can Rovira     |                                            |                         | Modifica les dades a Wikidata |
|        | Mina d'aigua del Mas Nou del Lledoner | Vallirana                                 | mina                                                   |                                  | 41° 23′ 21″ N, 1° 54′ 19″ E / 41.38922°N,1.90518°E ca:Pla del Lledoner - El Lledoner                                                                           |                                            |                         | Modifica les dades a Wikidata |
|        | Polígon industrial L'Asserradora      | Vallirana                                 | polígon industrial                                     |                                  | 41° 23′ 20″ N, 1° 56′ 32″ E / 41.3889563264841°N,1.94235795488424°E                                                                                            |                                            |                         | Modifica les dades a Wikidata |
|        | Puig Vicenç                           | Cervelló Vallirana Torrelles de Llobregat | vèrtex geodèsic                                        | Alt: 1.2m                        | 41° 22′ 04″ N, 1° 57′ 15″ E / 41.367797°N,1.954102°E ca:Serrat de can Güell - Vall d'Arús 467.688 msnm                                                         |                                            |                         | Modifica les dades a Wikidata |
|        | Radar de Vallirana                    | Vallirana                                 | radar                                                  |                                  | 41° 22′ 24″ N, 1° 52′ 56″ E / 41.373392°N,1.882101°E |                                            |                         | Modifica les dades a Wikidata |
|        | creu del Port d'Ordal                 | Cervelló Vallirana                        | creu de terme                                          | Estil: arquitectura popular 1952 | 41° 23′ 22″ N, 1° 52′ 36″ E / 41.38955°N,1.87668°E 41° 23′ 24″ N, 1° 52′ 37″ E / 41.3900833345211°N,1.87688958509712°E ca:Antiga crtra. N-340, port de l'Ordal | bé cultural d'interès local                | Creu del Port d'Ordal   | Modifica les dades a Wikidata |
|        | els Molinots                          | Vallirana                                 | torre de defensa                                       |                                  | 41° 23′ 05″ N, 1° 56′ 20″ E / 41.3848519911605°N,1.93877668171526°E                                                                                            |                                            |                         | Modifica les dades a Wikidata |
|        | xemeneia de Can Marsell               | Vallirana                                 | xemeneia de fàbrica                                    | 19th century                     | 41° 23′ 00″ N, 1° 55′ 51″ E / 41.38343°N,1.93083°E ca:Rambla de la Sobirania                                                                                   |                                            |                         | Modifica les dades a Wikidata |